# 向井町 (横浜市)
向井町（むかいちょう）は、神奈川県横浜市鶴見区の地名。字丁目として向井町1丁目から向井町4丁目がある。住居表示未実施区域。

## 地理
鶴見区の南東部に位置し、北東に栄町通と平安町、東に大東町、南に潮田町、川を挟んで北西に鶴見中央と接している。

### 河川
- 鶴見川

### 地価
住宅地の地価は、2025年（令和7年）1月1日の公示地価によれば、向井町1丁目33番1外の地点で31万2000円/m²となっている。

## 歴史

### 沿革
- 1941年（昭和16年）4月1日 - 潮田町の一部を分離し、向井町を新設[7]。
- 1962年（昭和37年）4月3日 - 土地区画整理事業に伴い、栄町通の一部を向井町に編入[8]。

## 世帯数と人口
2025年（令和7年）6月30日現在（横浜市発表）の世帯数と人口は以下の通りである。
| 丁目        | 世帯数    | 人口    |
| ----------- | --------- | ------- |
| 向井町1丁目 | 489世帯   | 830人   |
| 向井町2丁目 | 331世帯   | 576人   |
| 向井町3丁目 | 786世帯   | 1,447人 |
| 向井町4丁目 | 566世帯   | 986人   |
| 計          | 2,172世帯 | 3,839人 |

### 人口の変遷
国勢調査による人口の推移。
| 年                 | 人口  |
| ------------------ | ----- |
| 1995年（平成7年）  | 3,782 |
| 2000年（平成12年） | 3,802 |
| 2005年（平成17年） | 3,785 |
| 2010年（平成22年） | 3,896 |
| 2015年（平成27年） | 3,687 |
| 2020年（令和2年）  | 3,976 |

### 世帯数の変遷
国勢調査による世帯数の推移。
| 年                 | 世帯数 |
| ------------------ | ------ |
| 1995年（平成7年）  | 1,539  |
| 2000年（平成12年） | 1,555  |
| 2005年（平成17年） | 1,667  |
| 2010年（平成22年） | 1,856  |
| 2015年（平成27年） | 1,889  |
| 2020年（令和2年）  | 2,115  |

## 学区
市立小・中学校に通う場合、学区は以下の通りとなる（2024年11月時点）。
| 丁目        | 番・番地等 | 小学校             | 中学校             |
| ----------- | ---------- | ------------------ | ------------------ |
| 向井町1丁目 | 全域       | 横浜市立潮田小学校 | 横浜市立潮田中学校 |
| 向井町2丁目 | 全域       | 横浜市立潮田小学校 | 横浜市立潮田中学校 |
| 向井町3丁目 | 全域       | 横浜市立潮田小学校 | 横浜市立潮田中学校 |
| 向井町4丁目 | 全域       | 横浜市立潮田小学校 | 横浜市立潮田中学校 |

## 事業所
2021年（令和3年）現在の経済センサス調査による事業所数と従業員数は以下の通りである。
| 丁目        | 事業所数 | 従業員数 |
| ----------- | -------- | -------- |
| 向井町1丁目 | 20事業所 | 143人    |
| 向井町2丁目 | 18事業所 | 148人    |
| 向井町3丁目 | 31事業所 | 257人    |
| 向井町4丁目 | 24事業所 | 238人    |
| 計          | 93事業所 | 786人    |

### 事業者数の変遷
経済センサスによる事業所数の推移。
| 年                 | 事業者数 |
| ------------------ | -------- |
| 2016年（平成28年） | 105      |
| 2021年（令和3年）  | 93       |

### 従業員数の変遷
経済センサスによる従業員数の推移。
| 年                 | 従業員数 |
| ------------------ | -------- |
| 2016年（平成28年） | 691      |
| 2021年（令和3年）  | 786      |

## 施設
- 横浜市立潮田小学校
- 横浜市立潮田中学校
- 潮田公園[18]

## その他

### 日本郵便
- 郵便番号 : 230-0037[3]（集配局：鶴見郵便局[19]）

### 警察
町内の警察の管轄区域は以下の通りである。
| 丁目        | 番・番地等 | 警察署     | 交番・駐在所 |
| ----------- | ---------- | ---------- | ------------ |
| 向井町1丁目 | 全域       | 鶴見警察署 | 潮田交番     |
| 向井町2丁目 | 全域       | 鶴見警察署 | 潮田交番     |
| 向井町3丁目 | 全域       | 鶴見警察署 | 潮田交番     |
| 向井町4丁目 | 全域       | 鶴見警察署 | 潮田交番     |